# Vezio Sacratini
Vezio Sacratini (Montréal, 12 settembre 1966) è un ex hockeista su ghiaccio canadese naturalizzato italiano.

## Carriera
Dopo le giovanili nel suo paese e i campionati universitari NCAA, nel 1992 Sacratini arrivò in Italia, ai Mastini Varese fortemente voluto dall'allora allenatore Bryan Lefley.
Resta coi gialloneri per tre stagioni, raggiungendo la finale nella stagione 1994-95, contro il Bolzano. Raggiunge anche la maglia della nazionale italiana, con cui partecipa ai mondiali giocati in Italia nel 1994 e ai XVII Giochi olimpici invernali. Passa poi al Milano24 e con i meneghini bissa la finale, persa nuovamente col Bolzano.
Al termine della stagione Sacratini non venne confermato e si trasferì in Gran Bretagna, ai Cardiff Devils. Nei cinque anni trascorsi nelle file dei gallesi vince anche un campionato (1997).
Resta in quel campionato anche dopo: si accasò per due stagioni (2002 e 2003) a Londra, coi London Knights per poi tornare nuovamente a Cardiff per altre tre stagioni. Coi gallesi vince una Challenge Cup (2006).
Per la stagione 2006-07 è tornato in Italia, in Serie A2 tra le file degli All Stars Piemonte. A fine campionato è risultato il miglior realizzatore della Serie A2 con 77 punti (24+53) in 35 incontri. Concluse la carriera in Inghilterra con gli Sheffield Steelers.

## Palmarès

### Club
- Ice Hockey Superleague: 1

Cardiff: 1996-1997

### Individuale
- EIHL All-Star First Team: 1

2004-2005